# Sérgio Prestes da Silva
Sérgio Prestes da Silva, também conhecido por Serginho Cabeção (Curitiba, 22 de agosto de 1965), é um ex-futebolista brasileiro. Campeão no Grêmio, Fluminense, Coritiba e Pinheiros, atuava como meia-atacante.
Iniciou a carreira profissional no Esporte Clube Pinheiros, em 1986, e jogou no Clube de Futebol Os Belenenses (de Portugal), Grêmio Foot-Ball Porto Alegrense, Coritiba, Paraná Clube, Fluminense Football Club, Atlético Paranaense, Pachuca Club de Fútbol (do México ) Londrina Esporte Clube, entre outros, e seu último clube foi o América do Rio Grande do Norte, tendo ganhado quatro títulos paranaenses, em 1984, 1987 (pelo Pinheiros, nos únicos dois título do extinto clube), 1989 e 1991, dois títulos gaúchos, em 1988 e 1989, um título nacional para Paraná Clube (série B em 1992) e um título fluminense, a Taça Guanabara de 1993 pelo Fluminense.
Após aposentar-se como jogador, atuou como técnico das bases do Coritiba e foi auxiliar técnico de Caio Júnior no Cianorte, porém, não investiu nesta carreira, deixando esta profissão logo que saiu do Cianorte.
Serginho foi um dos comandados do técnico Nuno Leal Maia, quando o ator global foi técnico do Londrina Esporte Clube.

## Títulos
Paraná
- Campeonato Brasileiro de Futebol - Série B: 1992